# 岩田明子 (モデル)
岩田 明子（いわた あきこ・1987年8月29日 - ）は、日本の女性モデル。愛称は「あっこち」。

## 人物
- 山梨県笛吹市出身。実家は『岩田フルーツ農園』を営んでいる[1][2]。家族は両親と弟2人[3]。
- 横浜市立大学国際総合学部卒業。テニスサークルで会長を務めた他、2009年には「ミス横浜市立大学」に選ばれたこともある[4]。
- クレヨンしんちゃんの物真似が得意[4]。
- 福岡ソフトバンクホークスファンでもある[5]。

## 主な活動

### イメージガール
- 富士スピードウェイイメージガール「クレインズ」（2013年）　他メンバー：高塚麻奈、高家望愛

### イベント出演
- 東京オートサロン
  - 「日野自動車ブース」（2012年1月）
  - 「MONDERA JAPANブース」（2013年1月）
- 東京ゲームショウ
  - 「SK Planetブース」（2012年9月）
  - 「Xboxブース」（2013年9月）
- CEATEC JAPAN「日立金属ブース」（2012年10月、2013年10月）
- CP+「タムロンブース」（2013年2月）